# Erik Åsard

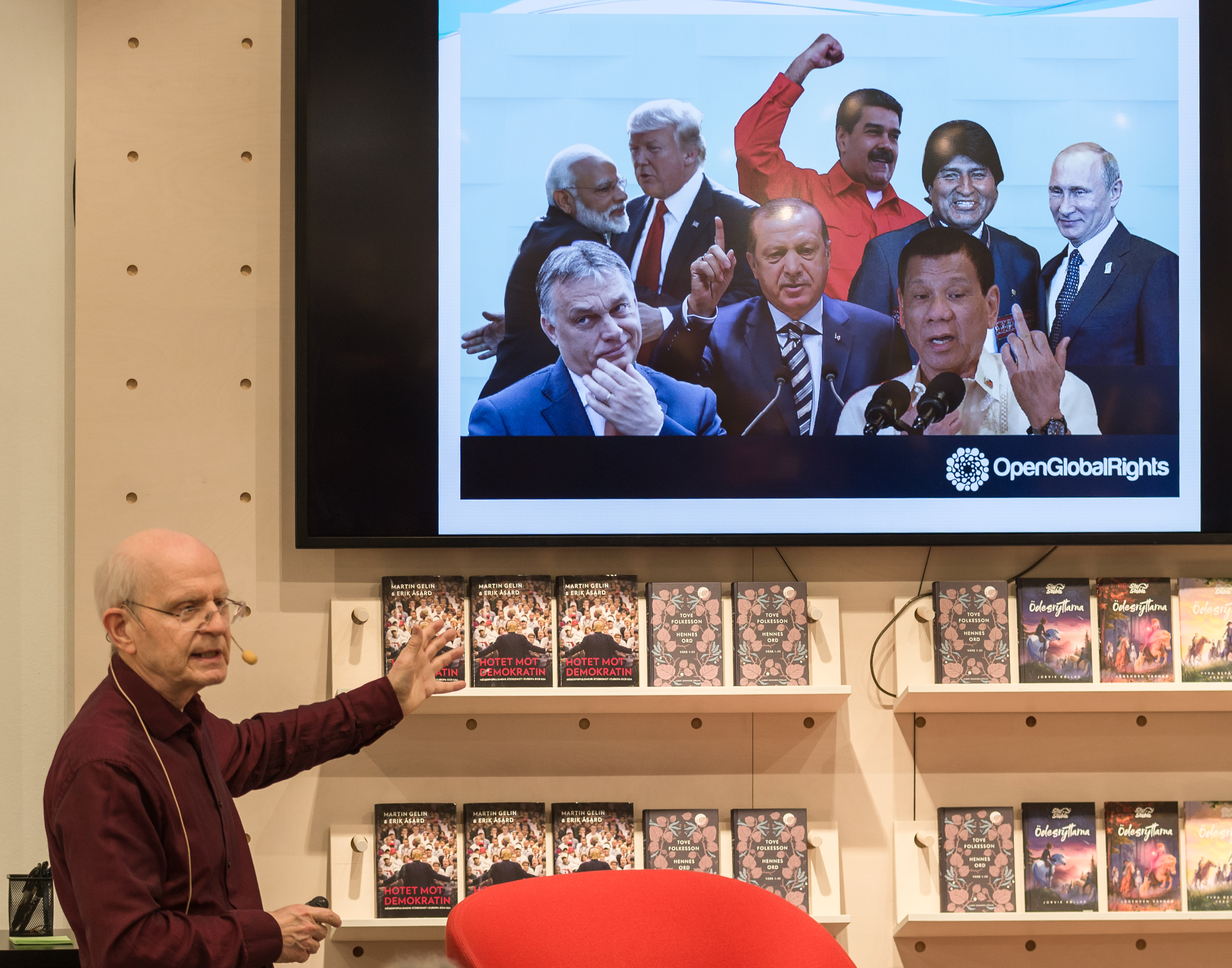
Erik Åsard föreläser om högerpopulismen i världen på Akademibokhandeln i Stockholm 2019.

Erik Åsard, född 29 maj 1947 i Härnösand, är en svensk professor emeritus i nordamerikastudier med inriktning mot statskunskap och tidigare chef för Svenska institutet för Nordamerikastudier (SINAS) vid Uppsala universitet.

## Biografi
Efter studentexamen från Härnösands gymnasium fortsatte Erik Åsard sina studier vid Uppsala universitet. Han erhöll sin filosofie kandidatexamen 1972 och fil dr i statskunskap 1978 med avhandlingen LO och löntagarfondsfrågan: en studie i facklig politik och strategi.
Från 1981 till 1987 tjänstgjorde Erik som forskarassistent i statskunskap och har sedan dess varit verksam som universitetslektor samt föreståndare för Svenska institutet för nordamerikastudier, sedan 2003 tillhörande engelska institutionen. Han blev docent i statskunskap år 1993 och befordrades till professor år 2007. Han var ordförande i Statsvetenskapliga föreningen vid Uppsala universitet 1983–1985 samt ledamot av Utrikespolitiska samfundet sedan 1996.
Erik Åsard har publicerat många böcker och medverkar ofta i radio och TV samt i flera dagstidningar.